# Тепейоллотль

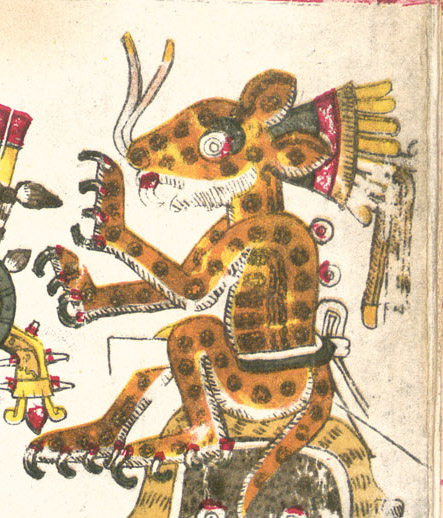

Тепейоллотль (Tepeyollotl) — бог землетрусу, ягуарів, відлуння в ацтекській міфології. Є покровителем 8 часу ночі, дня Будинок (каллі), 3 трецени (1 Олень — 13 Дощ) священного календаря. Інколи уособлюється з Тлальтекутлі. Ім'я перекладається як «Серце гір».

## Опис
Часто зображується схожим на Тецкатліпока. Представлено в образі ягуара, де плямочки були символами зіркового неба. Є косооким, на обличчі проходять вертикальні білі смуги, з бородою. На голові іноді присутнє пір'я чаплі, кецаля. У носі носить бірюзове кільце. Носить намисто із дзвіночків, на груді — дзеркало. Навколо тіла розташовані ножі. На стегнах є підв'язки.

## Міф
Його пов'язували з сейсмічними поштовхами і землетрусами. Відлунням у горах та ревом ягуара вночі цей бог жахає подорожніх та місцевих мешканців. Тепейоллотль було пов'язано з нічним сонцем, тобто з заходом. Саме на ягуара, символ Тепейоллотля, перетворився Тецкатліпока, після чого завершив епоху другого Сонця, скинувши Кецалькоатля у море.